# Marta Torrejón
Marta Torrejón Moya (nascida em 27 de fevereiro de 1990) é uma futebolista profissional espanhola que atua como zagueira. Anteriormente, ela foi capitã da seleção espanhola, disputando 90 partidas e marcando 8 gols.

## Carreira no clube
Marta Torrejón estreou na Superliga Femenina pelo Espanyol com apenas 14 anos. Em 2011, foi titular na final da Copa de la Reina de Fútbol, onde perdeu na prorrogação para seu futuro clube, o Barcelona.
Dois anos depois, aos 23 anos, assinou com o FC Barcelona e é atualmente a terceira capitã do clube.
Marta ganhou três títulos da liga e três Copas de la Reina com o Barcelona.
Na temporada 2016-17, o Barcelona chegou às semifinais da UEFA Women's Champions League pela primeira vez na história do clube. Elas foram eliminadas por 5–1 no total pelo Paris Saint Germain, onde Marta foi titular nas duas partidas.
Na temporada 2018-19, ela desempenhou um papel fundamental na defesa do Barcelona, que chegou à final da UEFA Women's Champions League pela primeira vez na história do clube. Marta foi titular nos dois jogos contra o Bayern, onde o Barcelona venceu por 2–0 no total. Em 18 de maio de 2019, Marta foi titular na primeira final da UWCL do FCB Femení contra o Lyon, que venceu a partida por 4–1.
Em 2020, Marta disputou as duas partidas da primeira edição da Supercopa Femenina. Na final contra o Real Sociedad, ela marcou 4 dos 10 gols do Barcelona e foi eleita MVP do torneio.

## Carreira internacional

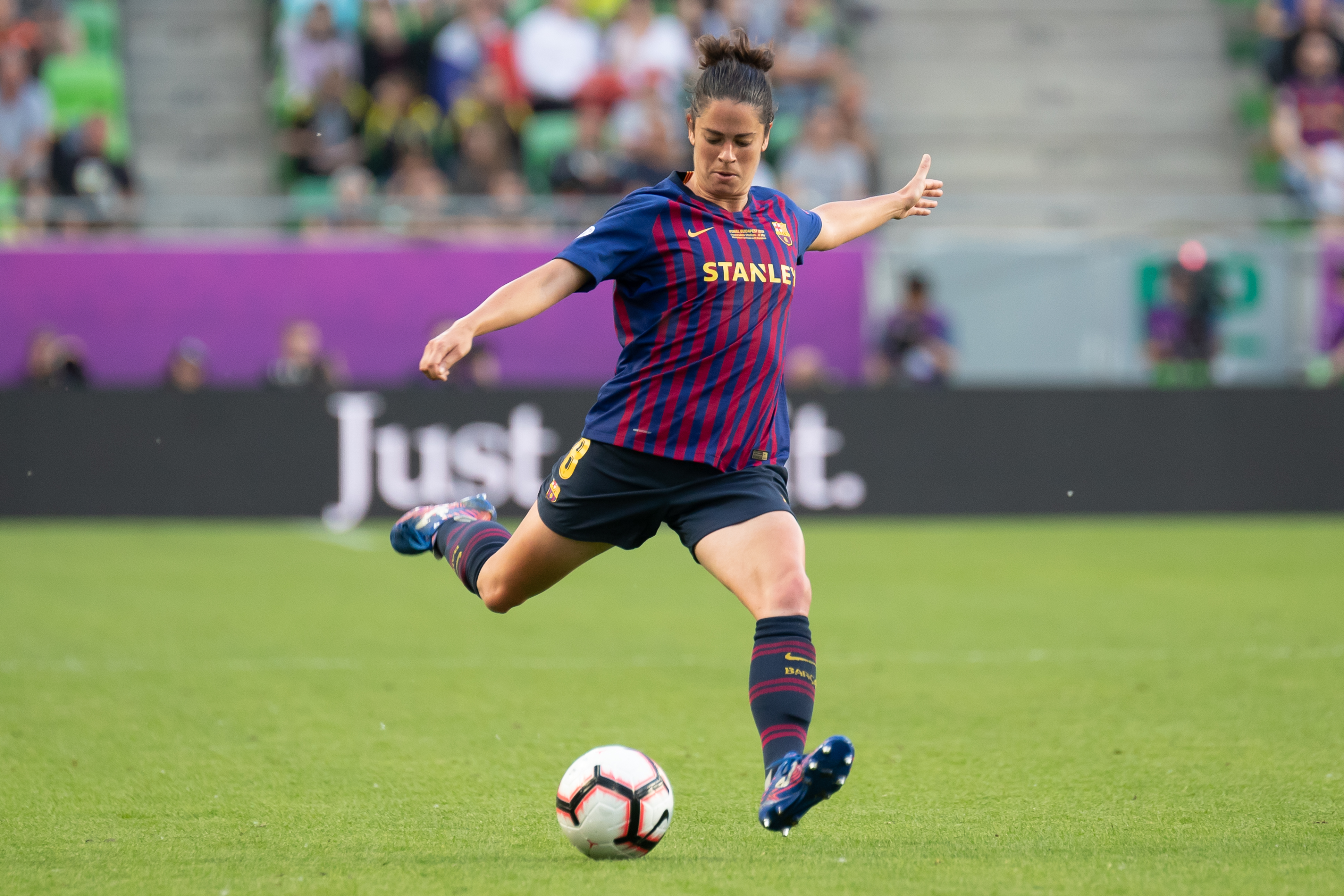
Marta Torrejón com a bola durante a final da UEFA Women's Champions League de 2019

Marta fez sua estreia na seleção espanhola principal em novembro de 2007, em uma derrota por 1 a 0 para a Inglaterra, em Shrewsbury.
Em junho de 2013, o técnico da seleção nacional, Ignacio Quereda, selecionou Marta Torrejón para a convocatória para o UEFA Euro 2013, na Suécia. Ela jogou todos os minutos da campanha da Espanha, que terminou com uma derrota por 3 a 1 para a Noruega nas quartas-de-final.
Ela fez parte da seleção espanhola para a Copa do Mundo de 2015, no Canadá, jogando todos os minutos da campanha do time.  Após o fraco desempenho da Espanha, com duas derrotas e um empate na fase de grupos, ela e suas 22 companheiras de torneio pediram a demissão do técnico Ignacio Quereda da seleção nacional.
Ela disputou duas partidas na Copa do Mundo de 2019, na França. A partida contra a Alemanha acabaria sendo sua última aparição pela Espanha.
Após a Copa do Mundo de 2019, ela anunciou sua aposentadoria da seleção nacional via Twitter. Ela se aposentou com o maior número de partidas pela seleção feminina espanhola: 90. Seu recorde foi posteriormente superado por Alexia Putellas em 26 de outubro de 2021.

## Vida pessoal
Seu irmão Marc Torrejón é ex-jogador de futebol.

## Estatísticas de carreira

### Internacional
- Atualizado até os jogos de 25 de junho de 2019

| Time nacional | Ano   | Partidas | Metas |
| ------------- | ----- | -------- | ----- |
| Espanha       | 2007  | 1        | 0     |
| Espanha       | 2008  | 6        | 1     |
| Espanha       | 2009  | 4        | 0     |
| Espanha       | 2010  | 3        | 1     |
| Espanha       | 2011  | 5        | 0     |
| Espanha       | 2012  | 7        | 1     |
| Espanha       | 2013  | 11       | 1     |
| Espanha       | 2014  | 7        | 1     |
| Espanha       | 2015  | 13       | 1     |
| Espanha       | 2016  | 9        | 2     |
| Espanha       | 2017  | 14       | 0     |
| Espanha       | 2018  | 3        | 0     |
| Espanha       | 2019  | 7        | 0     |
| Total         | Total | 90       | 8     |

Pontuações e resultados listam primeiro a contagem de gols da Espanha, a coluna de pontuação indica a pontuação após cada gol de Marta Torrejón.
| Não. | Data                    | Local                          | Adversário         | Pontuação | Resultado | Concorrência                                            | Ref. |
| ---- | ----------------------- | ------------------------------ | ------------------ | --------- | --------- | ------------------------------------------------------- | ---- |
| 1    | 8 de maio de 2008       | Las Rozas de Madri, Espanha    | República Checa    | 4–1       | 4–1       | Qualificação para o Euro 2009                           |      |
| 2    | 7 de abril de 2010      | Guadalajara, Espanha           | Peru               | 3–0       | 5–1       | Eliminatórias para a Copa do Mundo FIFA 2011            |      |
| 3    | 5 de abril de 2012      | Las Rozas de Madri, Espanha    | Cazaquistão        | 12–0      | 13–0      | Qualificação para o Euro 2013                           |      |
| 4    | 27 de outubro de 2013   | Collado, Espanha               | Estônia            | 2–0       | 6–0       | Qualificação para a Copa do Mundo Feminina da FIFA 2015 |      |
| 5    | 10 de abril de 2014     | Escópia, Macedônia do Norte    | Macedônia do Norte | 3–0       | 10–0      | Qualificação para a Copa do Mundo Feminina da FIFA 2015 |      |
| 6    | 11 de fevereiro de 2015 | San Pedro del Pinatar, Espanha | Bélgica            | 1–0       | 2–1       | Amistoso                                                |      |
| 7    | 26 de setembro de 2016  | Leganes, Espanha               | Finlândia          | 1–0       | 5–0       | Qualificação para o Euro 2017                           |      |
| 8    | 25 de outubro de 2016   | Guadalajara, Espanha           | Inglaterra         | 1–1       | 1–2       | Amistoso                                                |      |

## Prêmios
Espanyol
- Primeira Divisão : 2005–06

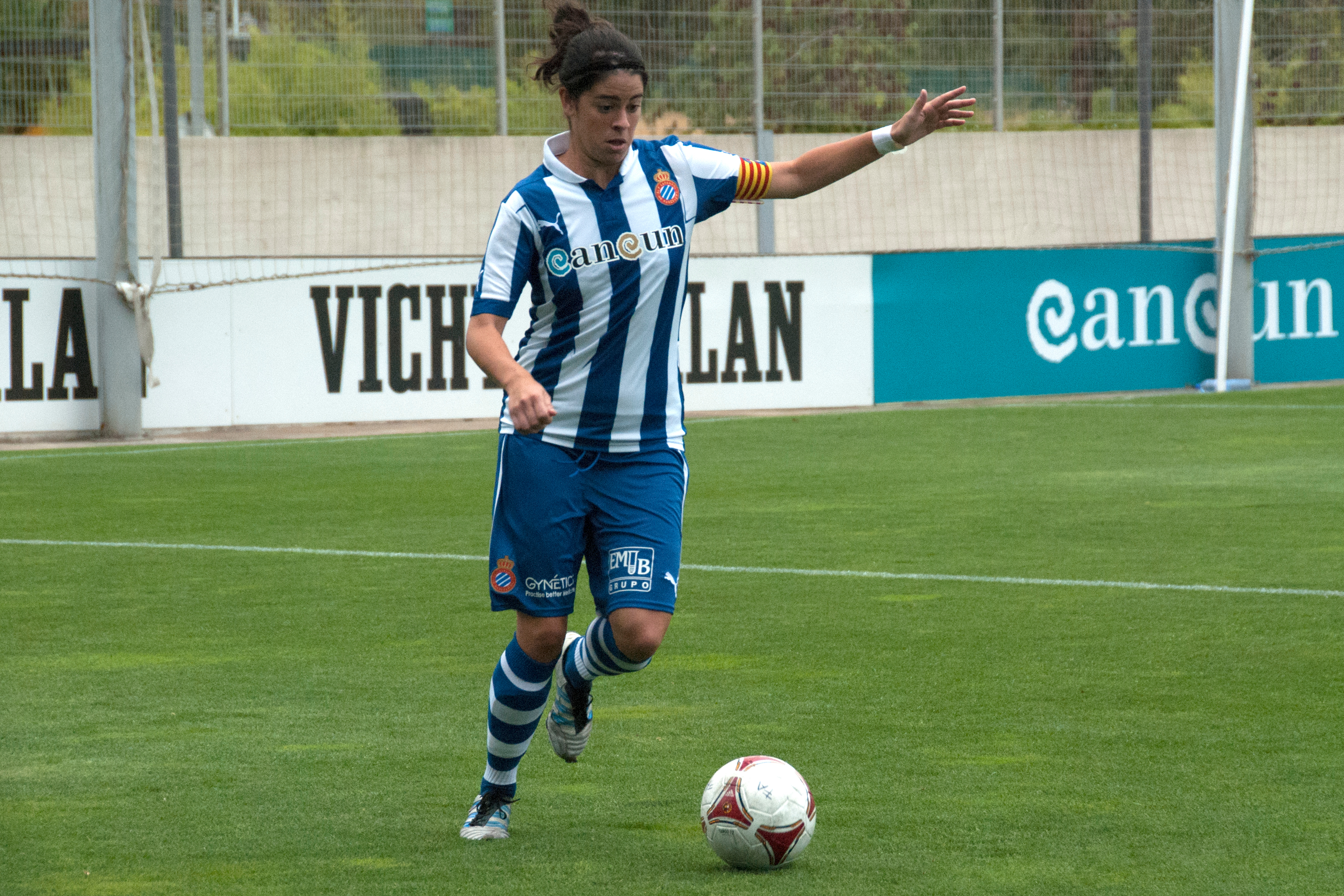
Marta Torrejón foi capitã do Espanyol em 2012

- Copa da Rainha : 2006, 2009, 2010, 2012
- Copa da Catalunha : 2005, 2006, 2007, 2008

Barcelona
- Primeira Divisão: 2013–14, 2014–15, 2019–20, 2020–21, 2021–22, 2022–23
- Liga dos Campeões Feminina da UEFA : 2020–21,[22] 2022–23[23]
- Copa de la Reina: 2014, 2017, 2018, 2019–20, 2020–21, 2021–22
- Supercopa de Espanha Feminina : 2019–20, 2021–22, 2022–23, 2023–24
- Copa da Catalunha: 2015, 2016, 2017, 2018, 2019

Espanha
- Taça Algarve : 2017
- Copa do Chipre : 2018